# Demianowska Jaskinia Wolności
Demianowska Jaskinia Wolności (słow. Demänovská jaskyňa Slobody) – część systemu Jaskiń Demianowskich na Słowacji, znajdującego się po północnej stronie Niżnych Tatr w Dolinie Demianowskiej i wg stanu na dzień 1 marca 2016 r. liczącego łącznie 40 812 m korytarzy.
Jaskinia wytworzona została w ciemnych (popielato-błękitnych) wapieniach środkowego triasu na skutek erozyjnej i korozyjnej działalności podziemnych wód potoku Demianówki. Długość korytarzy Jaskini Wolności, rozwiniętych w 6 poziomach (wraz z Jaskinią Pustą), wynosi 8897 m.
Jaskinia Wolności jest bogata w różne formy krasowe prawie każdego rodzaju. Występują w niej nacieki zabarwione na kolor różowy, żółty, fioletowy, czerwony i biały od związków żelaza oraz zabarwienia ciemnozielone, siwe i czarne od związków manganu. Są również jaskiniowe perły podobne wielkością do kulek grochu w Dużym Domu, pokryte szronem stalaktyty, liliowe jeziorka z rokokowymi lalkami w Różowym Domu oraz Kamienne Słonko w Skarbcu.
Dla turystów otwarta jest w okresie od 27 grudnia do 15 listopada (w lipcu i sierpniu codziennie, w pozostałym okresie nieczynna w poniedziałki). Do zwiedzania przez turystów udostępniony jest ciąg długości 1870 m. 

## Historia
Demianowską Jaskinię Wolności odkryli Alois Kral i Adam Mišur w 1921 r. W celu jej zabezpieczenia przed dewastacją otwór wejściowy zamknięto zaraz kratą – rachunek za nią zapłaciła wówczas redakcja czasopisma „Krásy Slovenska”. Trzy lata później, 10 sierpnia 1924 r., po wybudowaniu chodników i zainstalowaniu elektrycznego oświetlenia, jaskinię udostępniono turystom. Obecne wejście, usytuowane na zalesionym fragmencie stoku na wysokości 870 m n.p.m., zostało sztucznie przekopane w zimie 1928–1929. Wówczas też wykonanych zostało ok. 800 m chodników w przedtem nieudostępnionej części jaskini, w miejsce drewnianych kładek i mostków wykonane zostały podobne ułatwienia betonowe lub żelbetowe, zainstalowano stalowe barierki oraz dodatkowe reflektory.